# کن الیس (بازیکن فوتبال، زاده۱۹۴۸)
کن الیس (انگلیسی: Ken Ellis; ۲۹ مهٔ ۱۹۴۸ – ۱۹۹۲ (۴۳−۴۴ سال)) بازیکن فوتبال اهل بریتانیا بود.
از باشگاه‌هایی که در آن بازی کرده‌است می‌توان به باشگاه فوتبال هارتل پول یونایتد و باشگاه فوتبال دارلینگتون اشاره کرد.

## یادداشت ها
1. 1 2 3  Ellis's death was registered in the second quarter of 1992, in the Central Cleveland registration district,[۲] which covers میدلزبرو and surrounding area.[۳]